# Eurynomé (Océanide)
Pour les articles homonymes, voir Eurynomé.
Dans la mythologie grecque, Eurynomé (en grec ancien Εὐρυνόμη / Eurunómê) est une divinité archaïque dont le rôle varie selon les traditions.

## Mythe
Elle est considérée par la plupart des auteurs comme une Océanide qui signifie "fille d'Okéanos (le Titan Océan) (par exemple chez Hésiode, 358 ; chez Homère, elle est simplement « fille d'Océan »). Cependant, deux fragments de Callimaque la nomment « Titanide » (ce qui n'est pas forcément incompatible, Océan étant un Titan, "Titan" découlant lui-même de "Titéa", autre nom de Gaïa, la déesse Terre ou "Terra" en Latin). 
Eurynomé apparaît essentiellement dans deux récits archaïques distincts, et l'on a parfois supposé qu'il ne s'agissait pas de la même déesse :
1. Dans la tradition orphique dont s'inspirent Apollonios de Rhodes et Lycophron, elle est la première à régner, avec Ophion, sur « l'Olympe neigeux ». Elle est ensuite détrônée par Rhéa (comme Ophion l'est par Cronos) et précipitée dans les eaux d'Océan (Apollonios) ou le Tartare (Lycophron). Un passage de Nonnos rapporte également la royauté d'Ophion et d'Eurynomé sur le Ciel ;
2. Dans le récit théogonique d'Hésiode, largement repris par les mythographes postérieurs (notamment Apollodore et Hygin), elle est, après Métis et Thémis, la troisième déesse aimée de Zeus, avec qui elle engendre les Charites (Aglaé, Euphrosyne et Thalie). Le pseudo-Apollodore (III, 12, 6) rajoute parmi les enfants issus de cette union le dieu fleuve Asopos.

Par ailleurs, Eurynomé est associée à Thétis dans l’Iliade : Héphaïstos, précipité de l'Olympe par Héra qui voulait le cacher, retombe dans la mer, où ces deux déesses le recueillent et prennent soin de lui. Cela explique probablement le mariage du dieu, devenu adulte, avec une Charite (Aglaé ou Charis selon les auteurs), fille de sa mère adoptive.

## Culte
Pausanias (VIII, 41) parle d'un temple au voisinage de Phigalie, où Eurynomé était honorée : pour les uns, cette divinité se confondait avec Artémis ; pour les autres, elle avait sa personnalité distincte et remontait à la plus haute antiquité. Son temple était entouré de cyprès et l'image de la déesse, fixée à l'autel par des chaînes d'or, se terminait par une queue de poisson.

## Hommage
Eurynomé est l'une des 1 038 femmes dont le nom figure sur l'œuvre contemporaine The Dinner Party de Judy Chicago. Elle y est associée à la déesse primordiale, première convive de l'aile I de la table.

## Sources
- Pseudo-Apollodore, Bibliothèque [détail des éditions] [lire en ligne] (I, 2, 2 ; I, 3, 1 ; III, 12, 6).
- Apollonios de Rhodes, Argonautiques [détail des éditions] [lire en ligne] (I, 503).
- Hésiode, Théogonie [détail des éditions] [lire en ligne] (v. 358 ; 907).
- Homère, Iliade [détail des éditions] [lire en ligne] (XVIII, 398-405).
- Hygin, Fables [détail des éditions] [(la) lire en ligne] (Préface, VI).
- Nonnos de Panopolis, Dionysiaques [détail des éditions] [lire en ligne] (II, 563 et suiv.).
- Lycophron, Alexandra [détail des éditions] [lire en ligne] (v. 1191).
- Pausanias, Description de la Grèce [détail des éditions] [lire en ligne] (VIII, 41, 4-6 ; IX, 35, 5).